# Stazione di San Giorgio a Cremano
Stazione di San Giorgio a Cremano vasútállomás Olaszországban, San Giorgio a Cremano településen.

## Vasútvonalak
Az állomást az alábbi vasútvonalak érintik:
- Napoli-Pompei-Poggiomarino-vasútvonal
- Botteghelle–San Giorgio a Cremano-vasútvonal

## Kapcsolódó állomások
A vasútállomáshoz az alábbi állomások vannak a legközelebb:
- Stazione di Bartolo Longo (Stazione di Napoli Porta Nolana, Napoli-San Giorgio railway)
- Stazione di Santa Maria del Pozzo (Stazione di Napoli Porta Nolana, Napoli-Pompei-Poggiomarino-vasútvonal)
- Stazione di San Giorgio Cavalli di Bronzo (Stazione di Poggiomarino, Napoli-Pompei-Poggiomarino-vasútvonal)